# Edificio Panamericano
El Edificio Panamericano es una construcción de viviendas ubicado en la capital uruguaya, Montevideo, sobre la costa, en los  límites de los barrios Pocitos y el Buceo, frente al Puerto del Buceo. Constituye un hito notable en la Rambla de Montevideo.

## Historia
Fue proyectado y dirigido por el arquitecto Raúl A. Sichero Bouret, quien contó con la colaboración del arquitecto Atilio Farinasso. Esta obra abarcó los años 1960 a 1964, y no fue finalizada según el proyecto original.
Su construcción fue autorizada en la sesión extraordinaria por la Junta Departamental donde obtuvo prácticamente la unanimidad (33 de 35 presentes), otorgando en razón de muy favorables informes del Departamento de Arquitectura del Consejo Departamental y del ITU, Instituto de Teoría de la Arquitectura y Urbanismo de la Facultad de Arquitectura, que hace posible exceder los 18 metros de altura vigentes. 
En el proyecto original la obra tendría un frente 195 metros, 50 de altura, 13 de ancho y 17 pisos y habitándose 374 apartamentos, en un terreno de 27 000 m²; sólo el 13% sería edificado, destinándose el resto a parque y enjardinados. Sería un conjunto de 10 bloques de apartamentos, completamente independientes entre sí. Se realizaría un amplio garaje para más de trescientos automóviles con amplios accesos, con dos calles internas y lugares definitivos para cada coche, dotados de estación de servicio (nafta, engrase, lavado, gomería), en planta baja el nivel de la rambla salones de recepción, de té, bar, confitería, sala de proyecciones, gimnasio, etc. Se accede al gran hall con lugares de reunión, exposiciones, etc., abiertos para visualizar el panorama del puerto y sus adyacencias. Además cuenta con una construcción pequeña hacia el puerto del buceo que fue el estudio del arquitecto proyectista durante muchos años. 
De todo este proyecto solo se construyó la mitad del edificio (cinco bloques). Este edificio se destaca por la forma de sus apoyos (en V) de doble altura y por su fachada (Hay que señalar que en esa época no existía en el Uruguay una industria de fachadas de vidrio)
Esta construcción integra los edificios de fachada transparente, como son el Ciudadela, Gilpe, el Notariado.
Recientemente fue declarado "Bien de Interés Municipal" (BIM) por la Intendencia Municipal de Montevideo.